# 遵式
遵式（964年—1032年），字知白，世称慈云遵式、慈云忏主，台州临海（浙江宁海）人，宋朝佛教高僧。俗家姓葉，其早年18岁出家，20岁于禅林寺受具足戒。曾在普贤像前燃指，誓传天台教法。雍熙元年（984年），他跟从宝云寺义通修学天台宗，与四明知礼成为山家派核心人物。28岁入宝云寺宣讲《法华经》、《维摩经》、《涅槃经》、《金光明经》等，并集僧俗专修净土，之后讲习忏法。宋真宗乾兴元年（1022年），敕赐慈云。明道元年圆寂。其著作包括《大弥陀忏仪》、《小弥陀忏仪》、《往生净土忏愿仪》、《金光明三昧仪》、《大乘止观释要》、《肇论疏科》、《金园集》、《天竺别集》等。

## 生平
遵式于乾德二年（964年）出生于浙江临海，据临海县志记载母亲王氏向菩萨恳求一个男孩，后来王氏夜夢美女给她明珠，让她吞服，之后怀孕生下来的孩子就是遵式。遵式七月大就随着母亲念诵观音菩萨，在他18岁那年由于不想和自己的兄弟外出经商，遂到天台東掖山是从義全法师出家。20岁在龍山崇修寺（今天台禪林寺）接受律宗戒律，几个月后来到天台宗门庭国清寺，在普賢菩薩像前燃指供佛，立誓學習天台教觀，后来又听说義通大師传授天台教义，于是离开国清寺到義通所在的宁波寶雲寺，端拱元年（988年）11月義通圆寂后结束了6年的宁波修行生活，回到天台国清寺。返回天台之后，由于刻苦勤学，积劳成病，在病重期间精修咒法，自言在49日后得到观音加持，加奋不已而大病终愈，后来作《禮觀音文》，为其最早的著作。
淳化元年（990年），应寶雲寺邀请，主持寶雲讲授天台，12年来在他的努力下寶雲成为了宁波地区的佛教中心之一。咸平五年（1002年），返回天台，主要駐錫東掖山能仁寺（后改承天寺），大中祥符四年（1011年）親自拜訪法智大師，还遊走行宁波地区的景德寺、妙喜寺等，最终应明州知州章郇公的邀请来到宁波的景德寺讲解天台法。大中祥符七年（1014年）應杭州昭慶寺齊一律師邀请，在昭庆寺期间将杭州的丧葬风俗改为素食为主。后应苏州知州之请，到苏州开元寺讲经。大中祥符八年（1015年），到杭州住持灵山寺（今上天竺法喜寺）。應天台郡郡守之邀請，回到天台講五個月的《法華經》。大中祥符九年（1016年），回到杭州灵山寺。天禧三年（1019年），为求皇帝长寿，提议将西湖作为放生池。明道元年（1032年）十月十八日圓寂於灵山寺東嶺草堂。紹興三十年（1160年）門人於其墓上建瑞光塔，今无存。